# Yaneck Fritsch
Yaneck Fritsch, né le 20 septembre 1987 à Chambéry (Savoie), est un joueur français de handball.
Mesurant 1,92 m pour 90 kg, il évolue au poste d'arrière gauche. Avec l'Aurillac Handball Cantal Auvergne, il a évolué deux saisons en  championnat de France, étant élu meilleur joueur du mois d'octobre 2009.